# Micraphorura melittae
Micraphorura melittae is een springstaartensoort uit de familie van de Onychiuridae. De wetenschappelijke naam van de soort is voor het eerst geldig gepubliceerd in 1993 door Christian.